# Betsy West
Betsy West est une cinéaste, journaliste, documentariste américaine. Elle réalise avec Julie Cohen le documentaire RBG sur Ruth Bader Ginsburg. 

## Biographie
Betsy West est diplômé de l'Université Brown en 1973 et de l’Université de Syracuse. Elle entre chez ABC News en tant que journaliste. De 1984 à 1988, elle est reporter politique à Londres. Elle couvre et suit les événements politiques à travers le monde :  soulèvements en Afrique du Sud, première intifada en Cisjordanie en 1987,  renversement pacifique du dictateur Ferdinand Marcos aux Philippines en 1986, bouleversements politiques de l'Union soviétique. Elle reçoit  21 Emmy Awards et deux duPont-Columbia Awards pour son travail chez ABC. De 1998 à 2005, elle est vice-présidente de CBS News. En 2006, elle rejoint Storyville Films. En 2007, elle devient professeure de journalisme à l'Université de Columbia et enseigne le reportage, le documentaire et la narration vidéo.      
En 2015, avec Julie Cohen, elle décide de faire un documentaire sur Ruth Bader Ginsburg, juge à la cour suprême.  En 2016, les deux réalisatrices la suivent dans diverses réunions, discours et activités quotidiennes y compris à Chicago et à Washington, DC, pour un total de 20 heures d'entretiens en  face-à-face. Le film sort le 4 mai 2018 aux États-Unis, le 10 octobre 2018 en France.

## Réalisations
- RBG, 2018
- The Lavender Scare, 2017
- 4%: Film’s Gender Problem, 2016
- MAKERS: Women Who Make America,
- Constantine’s Sword, 2007

## Distinctions
- 21 Emmy Awards
- Pont-Columbia Awards
- Primetime Emmy Award, 2002